# Ken Loeffler
Kenneth D. Loeffler, detto Ken (Beaver Falls, 14 aprile 1902 – Rumson, 1º gennaio 1975), è stato un allenatore di pallacanestro statunitense, professionista nella BAA e membro del Naismith Memorial Basketball Hall of Fame dal 1964.

## Palmarès
- Campione NIT (1952)
- Campione NCAA (1954)